# اچ‌ام‌اس جی۱۴
اچ‌ام‌اس جی۱۴ (به انگلیسی: HMS G14) یک زیردریایی بود که طول آن ۵۷٫۵ متر (۱۸۹ فوت) بود. این زیردریایی در سال ۱۹۱۷ ساخته شد.